# 味噌煮込みうどん

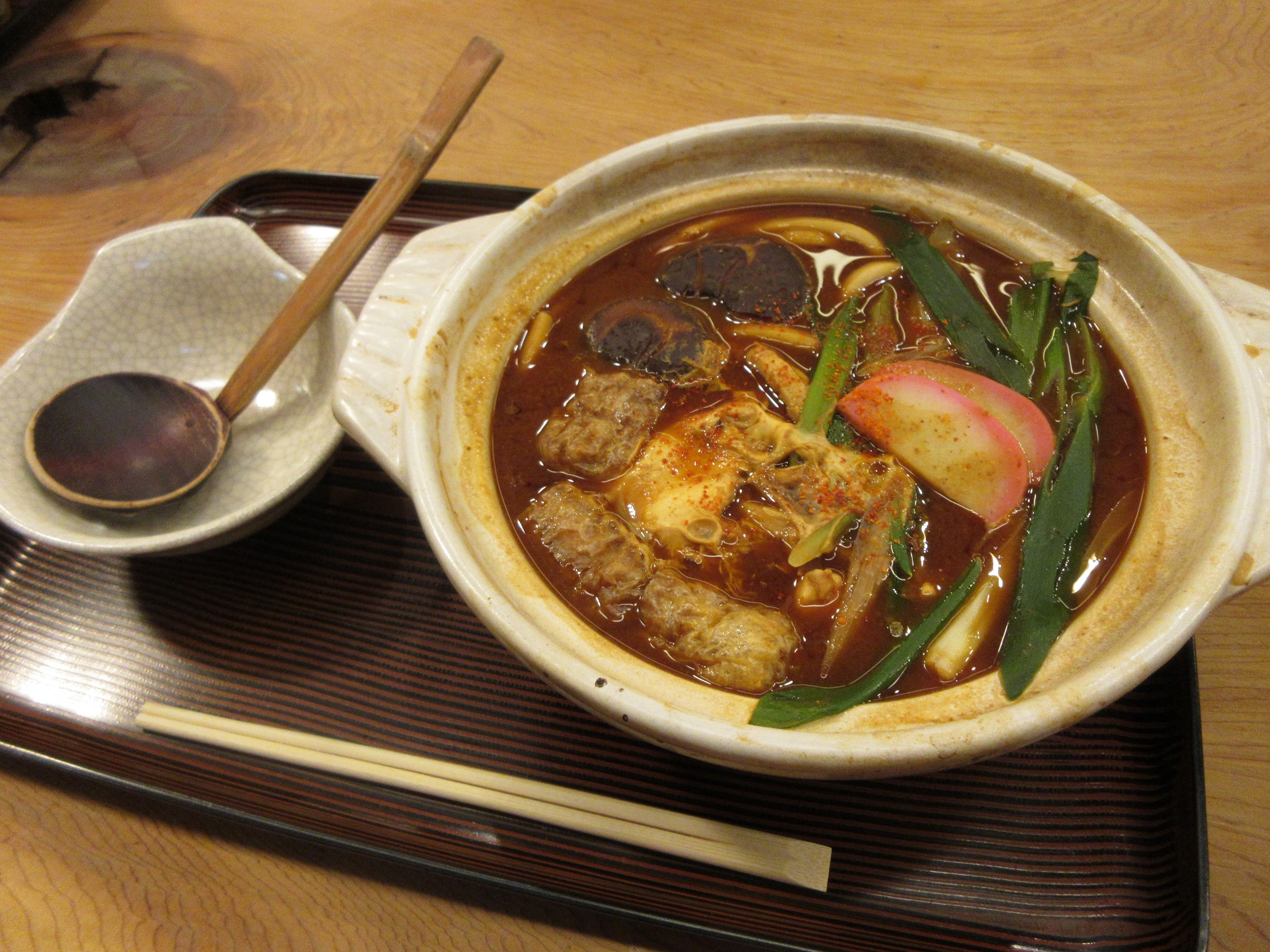
八丁味噌煮込みうどん（岡崎市）

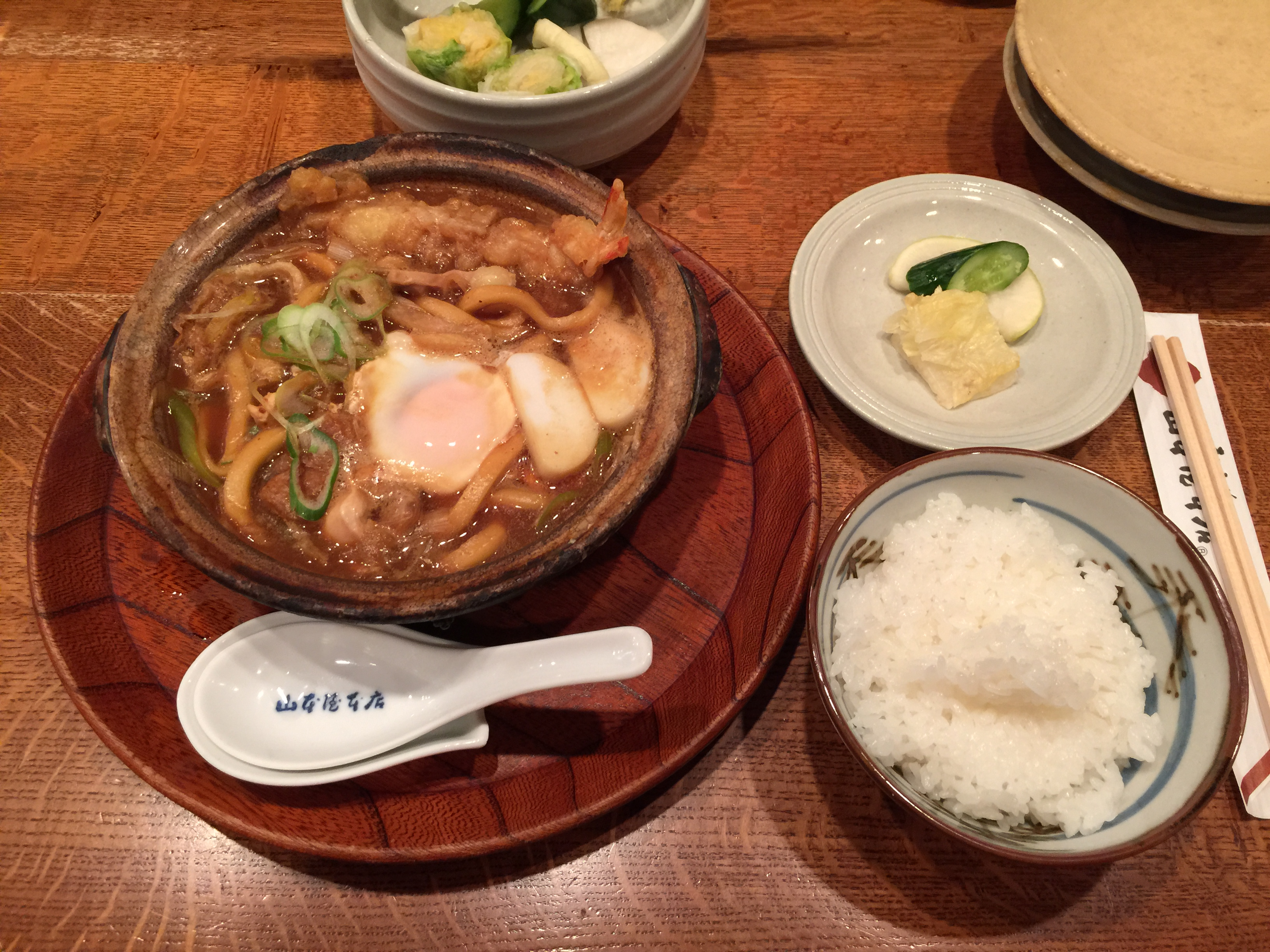
定食

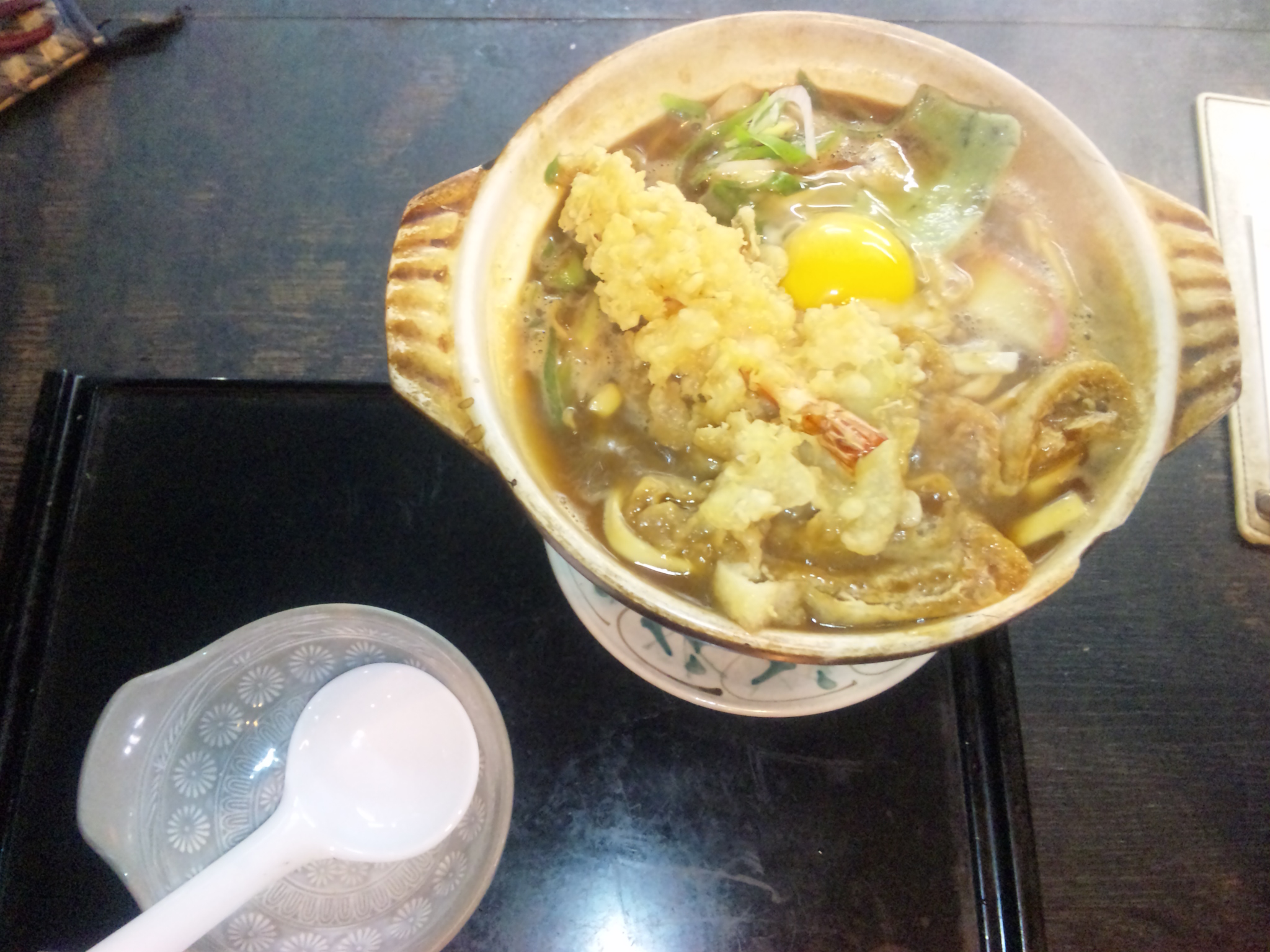
エビの天ぷら入りできしめんを使用したもの

味噌煮込みうどん（みそにこみうどん）は、味噌仕立ての汁でうどんを煮込んだ日本の麺料理。土鍋を用いて煮込まれることが多く、鍋焼きうどんとともに煮込みうどんの一種である。赤味噌が使用されることが多く、主に玉子、ネギ、鶏肉、蒲鉾、油揚げなどの具材が入る。

## 概要
味噌仕立ての煮込みうどんは、地域の代表的な郷土料理としている愛知県をはじめとして日本各地にある。それらは各地域ごとに作られている地の味噌を用いる場合がほとんどであるが、豆味噌仕立ての愛知県のものが有名であるために、その他の地の味噌を用いるものは田舎煮込みうどん・田舎風味噌煮込みうどん等と称して提供する店もある。また、うどん状のものを同様に味噌仕立ての汁で煮込むものとして、同じ愛知県の味噌煮込みきしめんや山梨県のほうとうがあるが、これらは味噌煮込みうどんとは明確に区別されている。

## 愛知県の味噌煮込みうどん

### 概要
名古屋市を中心とした中京地方では、主に製造・消費される赤味噌を用いるのが特徴。2005年の愛知万博の時期に脚光を浴び、そのころから名古屋めしの一つとされているが、「名古屋めし」という言葉が用いられるようになる遥か以前から既に自然発生的に名古屋名物として全国的に有名であり、単に「味噌煮込みうどん」とだけ言う場合、一般的にこの豆味噌仕立ての味噌煮込みうどんを指す場合が多い。また、この地方で単に「味噌煮込み」と言う場合には味噌煮込みうどんを指す。

### 起源
戦国時代、武田信玄の陣中食であったほうとうが、武田家の滅亡後に徳川家に召し抱えられた武田家遺臣によって徳川家に伝えられたものであるという説や、明治時代、愛知県一宮市周辺で盛んであった繊維産業に従事していた女性従業員たちが、ほうとうを参考にうどんと野菜を豆味噌で煮込み食していたものが名古屋市周辺に伝わったという説など、ほうとうにルーツを求めるものを中心にその起源には諸説ある。

### 豆味噌
豆味噌は、他地域で産出される麦味噌や米味噌と比べて煮込んだ際に風味が落ちにくく、この地方では味噌をベースにした煮込み料理が多い。味噌煮込みうどんもその一つである。他の地方で作られる味噌煮込みうどんは、米味噌である白味噌ベースで作られる場合がほとんどで、赤みの強い八丁味噌などの豆味噌を使用するのは、概ねこの中京地方のみである。ただし豆味噌仕立ての場合でも、通常は少量の白味噌をブレンドし、味をまろやかにして提供されるのが実情である。また中京地方であっても一部で白味噌仕立ての味噌煮込みうどんを提供する店も存在する。
元来、風味が濃厚であると言われる豆味噌に、鰹節からとった出汁をしっかりと効かせるため、風味の濃い汁を特徴としている。

### 麺
味噌煮込み専用麺は通常の麺と違い、小麦粉と水のみで塩は使わない。塩を麺に練りこまないのは、味噌の汁に塩が溶け込んで辛くなりすぎるのを防ぐためである。老舗には、麺を一般的なうどんとは異なる独特の硬さに煮込んで提供する店舗も多く、これらは客から「生煮え」だの「芯が残っている」などと謂れのないクレームを浴びる場合もあり、麺が固めであることを客に説明する手間を強いられたり、多少柔らかく煮込むことも可能であると提案する店舗もある。
麺にきしめんを使用したり、美味しさにこだわるために手打ち麺で提供している場合もある。
名古屋でうどん店に入れば、ほとんどの店舗で味噌煮込みうどんがメニューに並んでおり、店舗によっては麺がやわらかい場合もある。

### 具材
用いる具材としては、鶏肉、月見卵、ネギ、シイタケ、かまぼこなどが一般的である。店にもよるが、卵の乗せる位置は鍋の中心が多い。卵は別料金の場合もある。餅、天ぷら、かき揚げ、キノコ、カキを入れることもある。店では、餅入り、天ぷらなどと別メニューになっている。ゴボウを入れたり、鶏肉が名古屋コーチンを使っていたり、豆腐を入れたりと差別化を図る店もある。

### 薬味
薬味として一味唐辛子、七味唐辛子を利用することが多い。店によっては、どちらかあるいは両方を用意している。

### 飯
飯と一緒に食べることも珍しくない。余った汁に飯を投入して食べたり、米と一緒に炊きおじやとする場合もある。
飯を一緒に食べる習慣は、テレビドラマ『名古屋嫁入り物語』の中で、植木等演ずる主人公が、東京で味噌煮込みうどんを供するうどん屋において、「おおいっ！ リャイスがにゃーじゃにゃーきゃ（名古屋弁で「ライスがないじゃないか」）！」と店員に怒鳴るシーンで描写されている。

### 土鍋
一人前用の小さな土鍋でうどんを煮立て、熱い土鍋をそのままに食卓に出される。すいとんやほうとうなどと同じく、つゆや汁を別に作らずにうどんを煮た汁はそのままの状態で食べる。
土鍋の蓋は、煮込んでいる間は使用せず、煮込みの終盤や食卓に出す直前に土鍋にかぶせ、食事が始まるまでの保温の役割のために供されている場合もある。また、この蓋には空気孔がないものがあり、この場合食事が始まるとこの蓋を取り皿代わりにしてうどんや汁をよそい、冷ましながら食べる。空気孔がないのは、穴から汁が漏れてしまうのを防ぐためである。なお、蓋を皿代わりに使うのは、別に取り皿を用意しないという効率化のためでもある。

### その他
この地方では袋麺やカップ麺などのインスタント食品も販売されている。愛知県内に限らず、食文化の共通する岐阜県美濃地方、三重県北勢地方、静岡県遠州地方においても味噌煮込みうどんを扱う店は多い。

## チェーン店舗
味噌煮込みうどんのチェーン店舗を、山本屋本店と山本屋総本家の2社が展開しており、両雄と評されることがある。チェーン展開は山本屋本店が先行し、山本屋総本家が後を追う形となった。

### 本社一覧
山本屋本店（株式会社山本屋本店）
本社：愛知県名古屋市中村区賑町 http://yamamotoyahonten.co.jp/
山本屋総本家（株式会社山本屋総本家）
本社：愛知県名古屋市中区栄 http://yamamotoya.co.jp/
合資会社山本屋
本社：愛知県名古屋市中区栄

### 複数の「山本屋」
両雄とされる「山本屋本店」「山本屋総本家」のほかに、名古屋には「山本屋」を冠する単独経営の店舗もある。チェーンを展開する「山本屋総本家」および単独経営の「山本屋大久手店」（有限会社山本屋、本社: 名古屋市千種区大久手 https://a-yamamotoya.co.jp/は、沿革を以下のように説明している。
大正後期、大須には「山本にこみ」という名前の店が存在した（1923年（大正12年）の地図で存在が確認できる）。1925年（大正14年）、「山本にこみ」を引き継いだ（買い取ったとも）のが島本万吉・きぬ夫妻である。島本夫妻の実子は跡を継がず、店で働いていた町田雪枝とその夫の守一（しゅういち）が店を受け継ぎ、山本屋を「山本屋総本家」に改めて発展させた。町田夫妻には4人の子供が生まれ、4人の子供がそれぞれ山本屋総本家を引き継いで拡大した。「山本屋総本家」「山本屋大久手店」ともに1925年（大正14年）創業とし、島本夫妻を初代、町田雪枝・守一夫妻を2代と数える。
株式会社山本屋総本家の会社概要によれば、系列会社の合資会社山本屋（事業内容は飲食店舗経営（味噌煮込うどん専門店））が大正14年に大須にて創業という発祥を記している。第二次世界大戦中の中断をはさみ戦後に営業を再開、昭和29年に合資会社山本屋が設立された。株式会社山本屋総本家（事業内容は乾麺販売・卸・製造）は昭和44年に「山本屋食品株式会社」として設立され、昭和50年に株式会社山本屋総本家と改めた企業である（株式会社山本屋総本家の代表取締役が町田姓）。
町田雪枝・守一夫妻の長女の昭代（あきよ）は、大須の中公設市場で八百屋「浅仲商店」を経営していた浅井仲治（なかはる）と結婚し、浅仲商店の屋号を「山本屋」を改め、味噌煮込みうどんの店舗を金山や東新町、大久手などに構えた。これが山本屋大久手店につながるという（島本夫妻を初代、町田夫妻を2代、浅井夫妻を3代目として、当代で5代目という）。このほか、守一の孫に当たる人物が「山本屋町田」（中区丸の内）を開いている。
チェーン展開で先行した「山本屋本店」は明治40年創業と掲げるが、これは島本万吉が屋号を買い取った店（「山本にこみ」）の創業年という。1952年（昭和27年）、大須の山本屋に鰹節を卸していた乾物商の市村彦一郎が太閤通りでうどん店を開業したのが直接のルーツで、開業の翌年に島本氏に屋号「山本屋」の利用許可を得て出店した。（株式会社山本屋本店の会社設立は昭和35年である）。

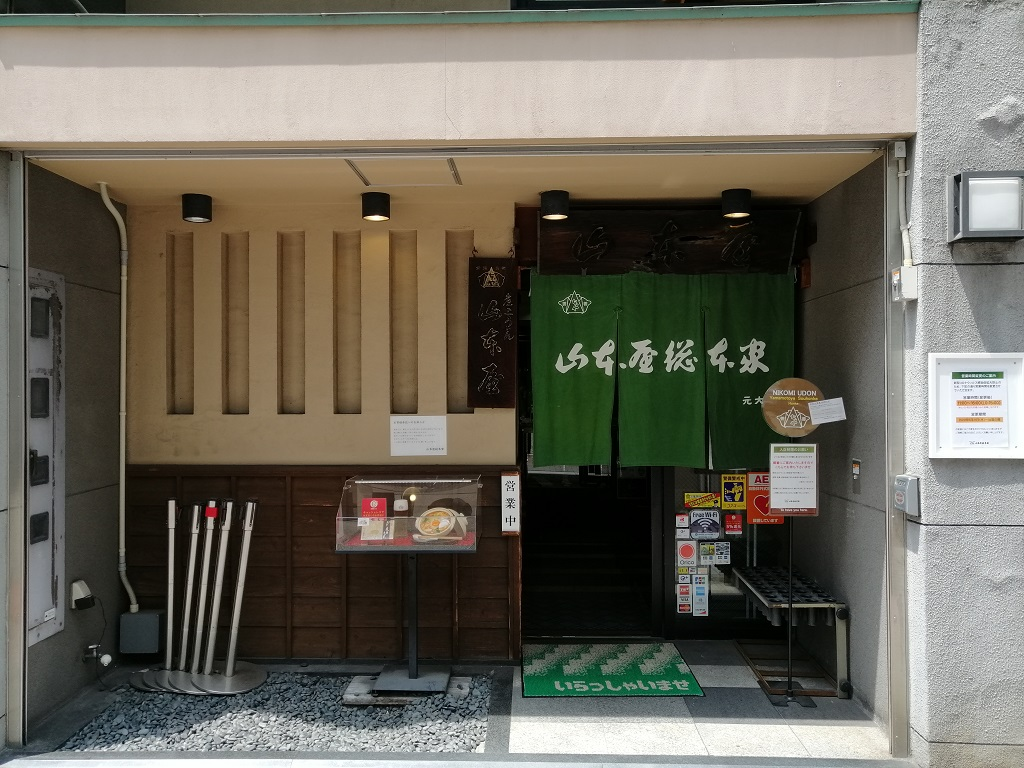
山本屋総本家 本家 （愛知県名古屋市中区栄）
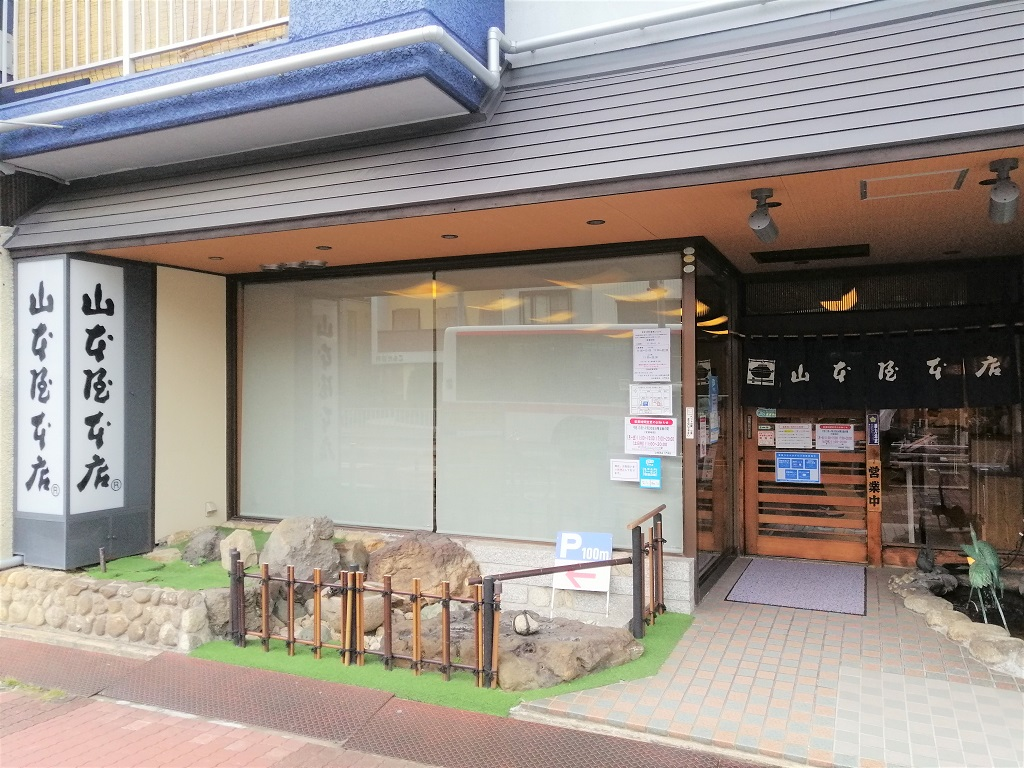
山本屋本店 大門本店 （愛知県名古屋市中村区太閤通）